# Théophile Barrau
Théophile-Eugène-Victor Barrau (Carcassona, 1848 - Tolosa de Llenguadoc, 1913) va ser un escultor romàntic francès.

## Biografia
Va estudiar a l'Escola de Belles Arts de Tolosa i va finalitzar els seus estudis a París, ciutat on va ser professor de dibuix a partir del 1880. Va ser alumne de François Jouffroy i d'Alexandre Falguière. Va començar a exposar al Saló de París el 1874.
El 1892 va ser nomenat Cavaller de la Legió d'Honor.

## Premis
- 1879, medalla de 3a classe
- 1880, medalla de 2a classe
- 1889, medalla d'argent a l'Exposició universal de París
- 1892, medalla de 1a classe
- 1900, medalla d'or a l'Exposició universal de París

## Obres

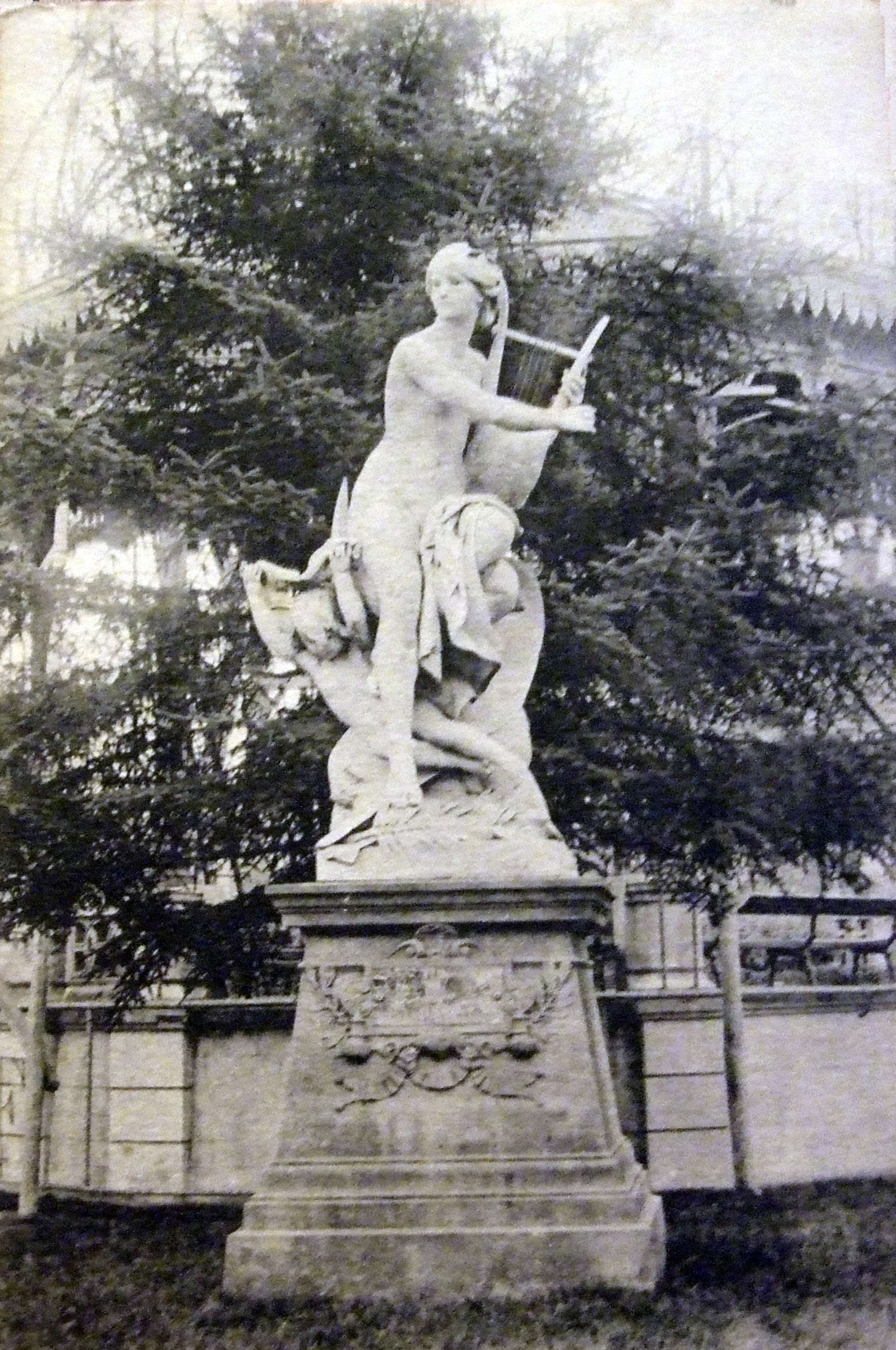
La poesia francesa (1983), Tolosa (destruïda a la 2ª Guerra Mundial)
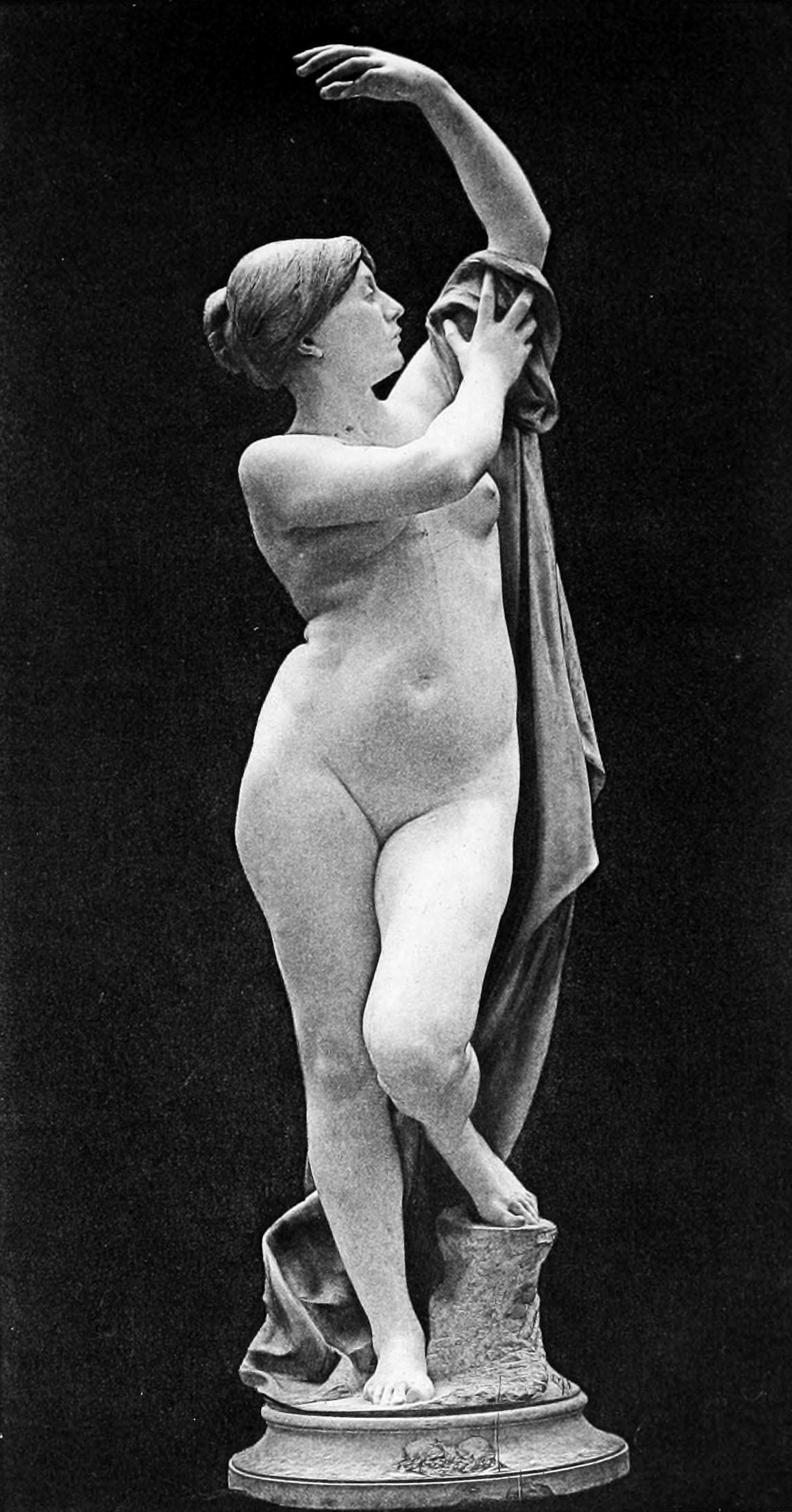
Susanna al bany (1895), Museu d'Orsay, París
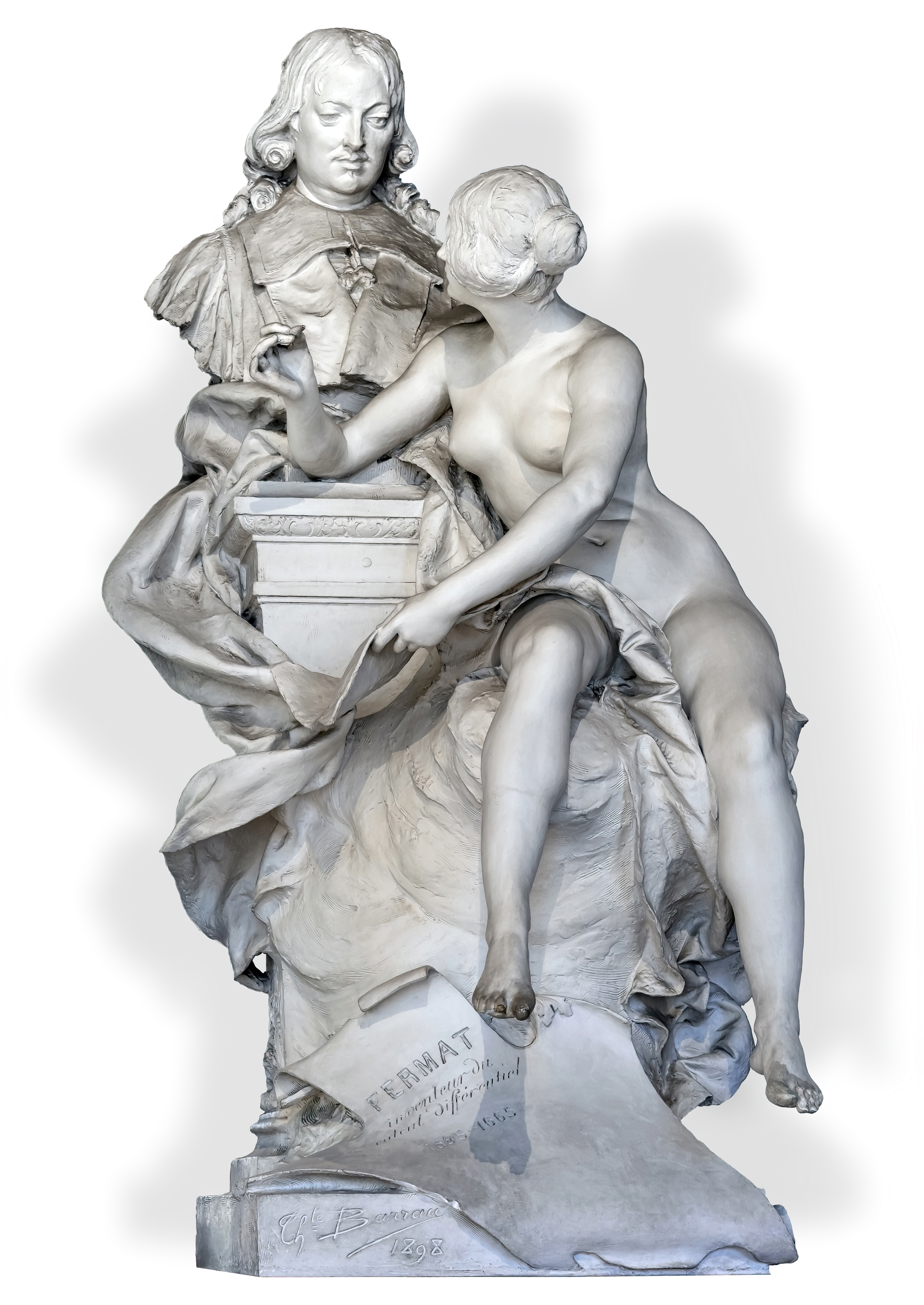
Monument a Fermat (1898), Capitoli de Tolosa.
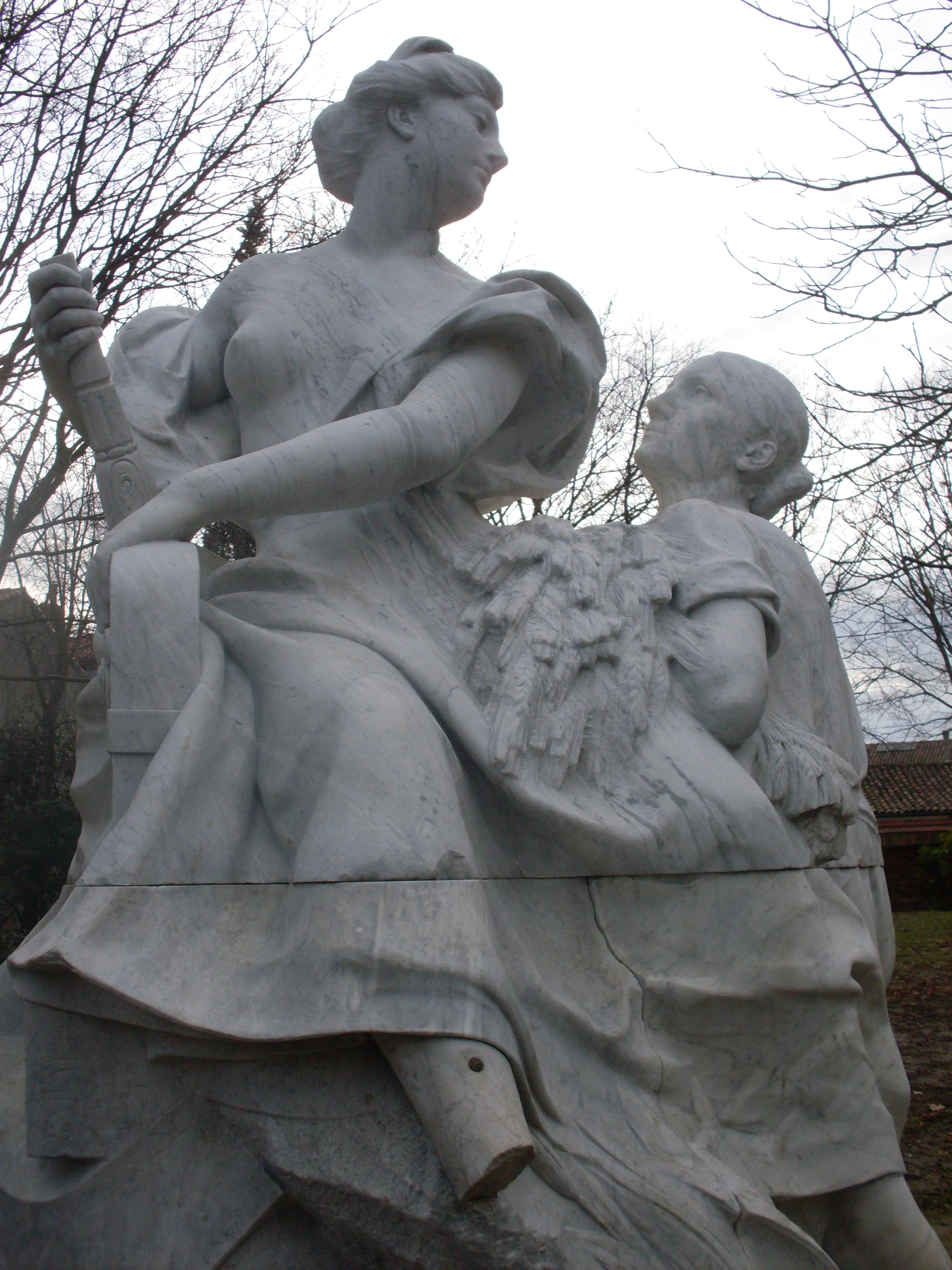
L'Agricultura Tolosa
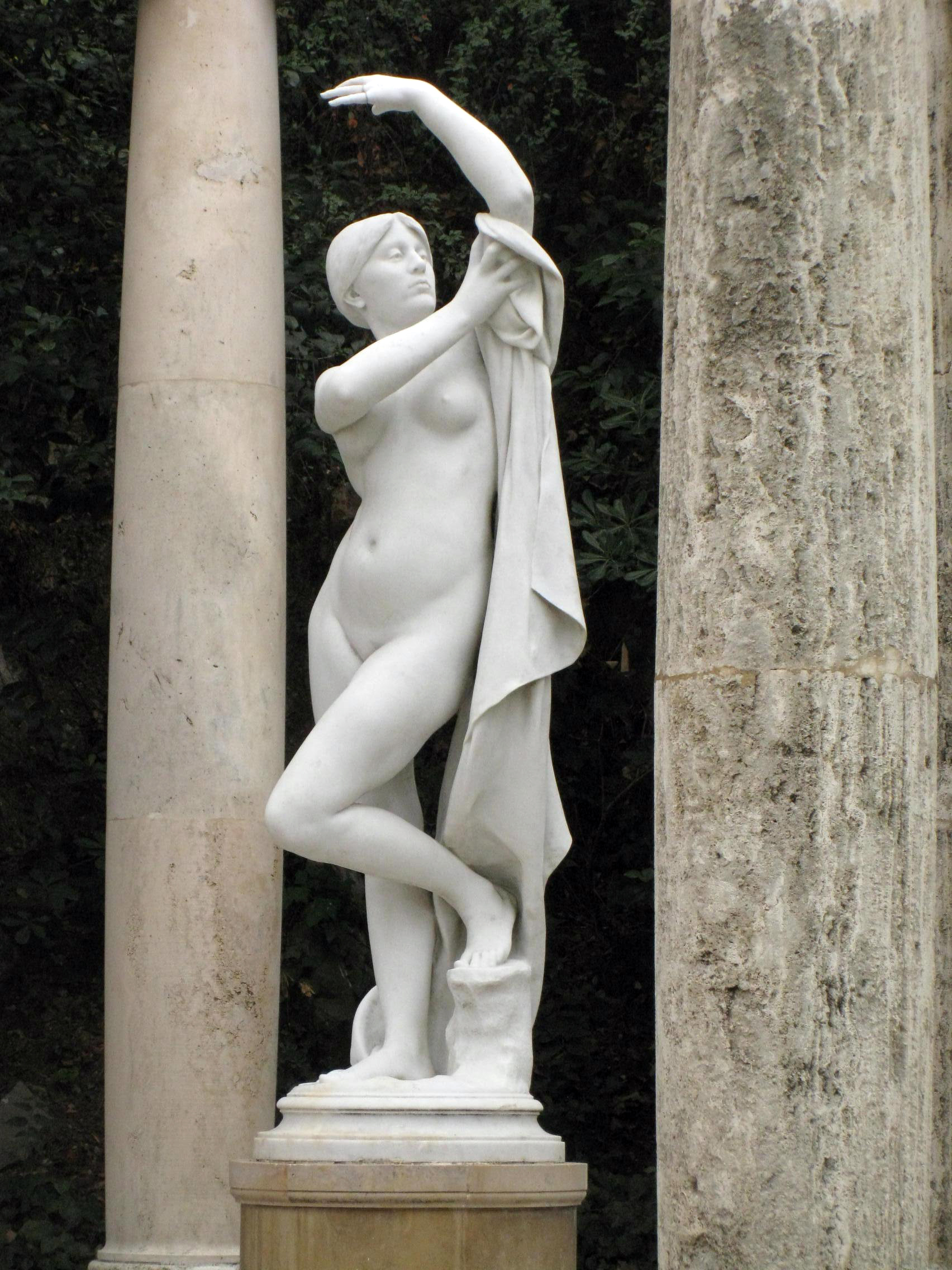
Susanna al bany (1896), Jardins de Joan Maragall, Barcelona
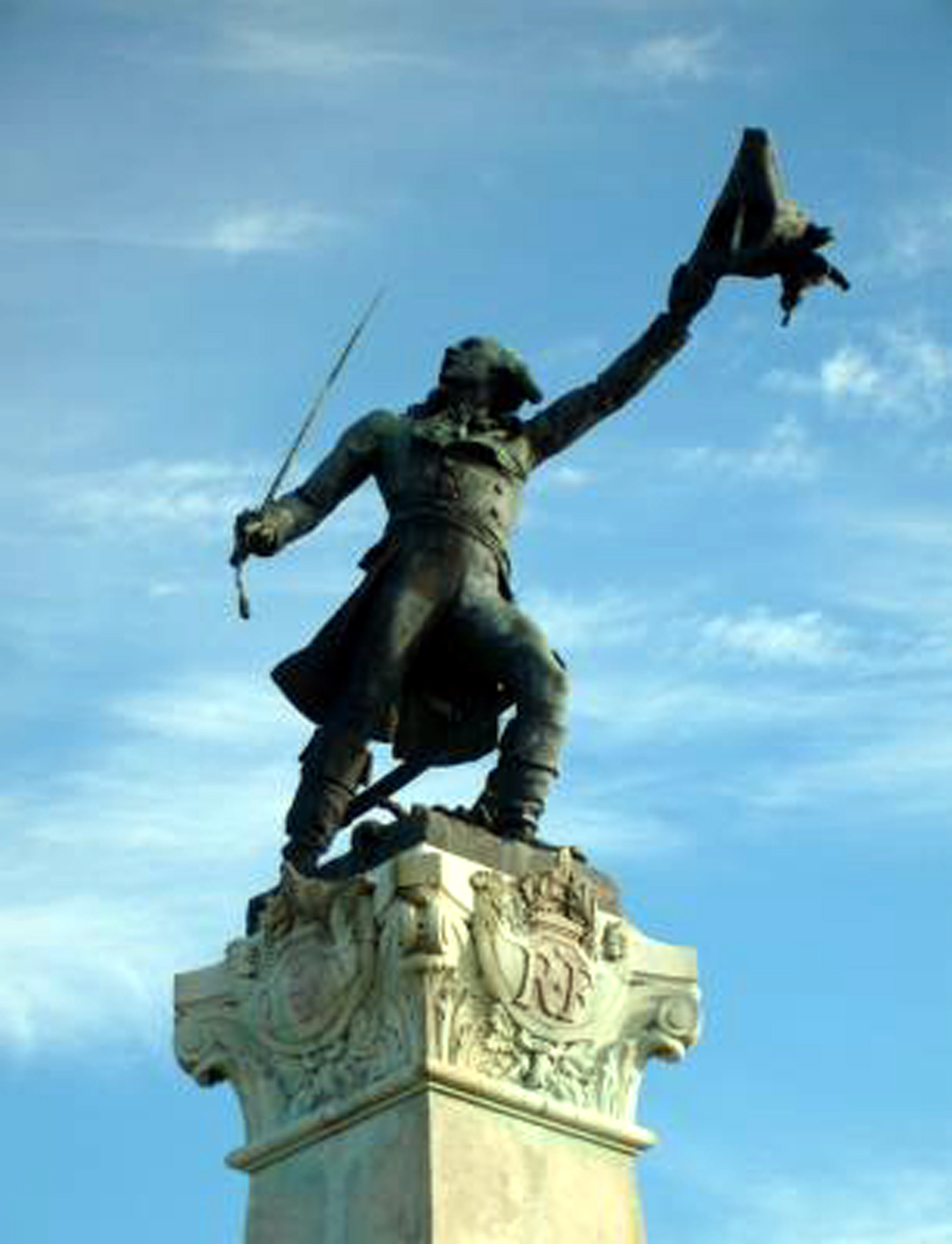
Monument a Kellermann (1892), Valmy
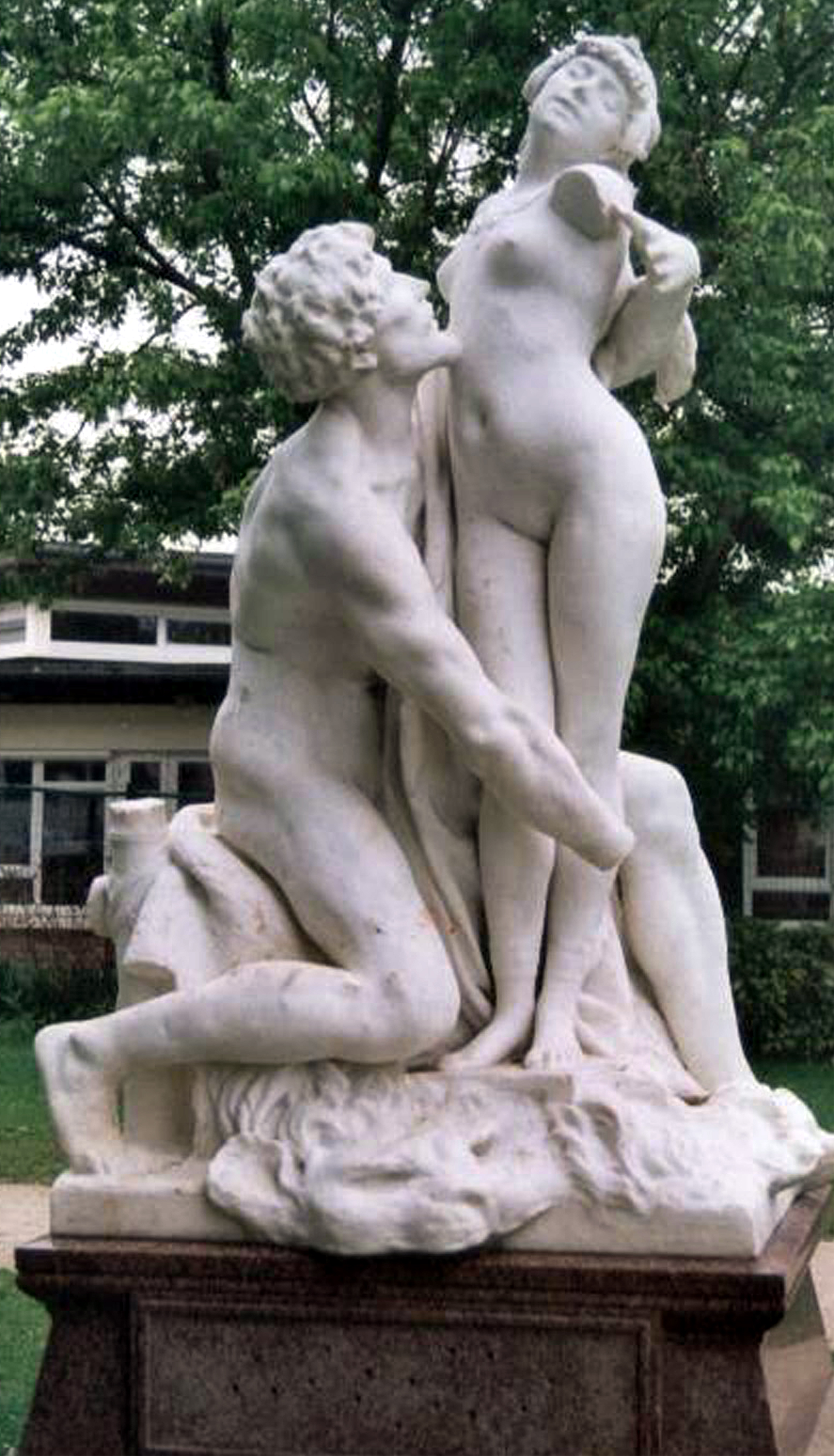
Matho i Salammbo (1892), Saint-Maur-des-Fossés
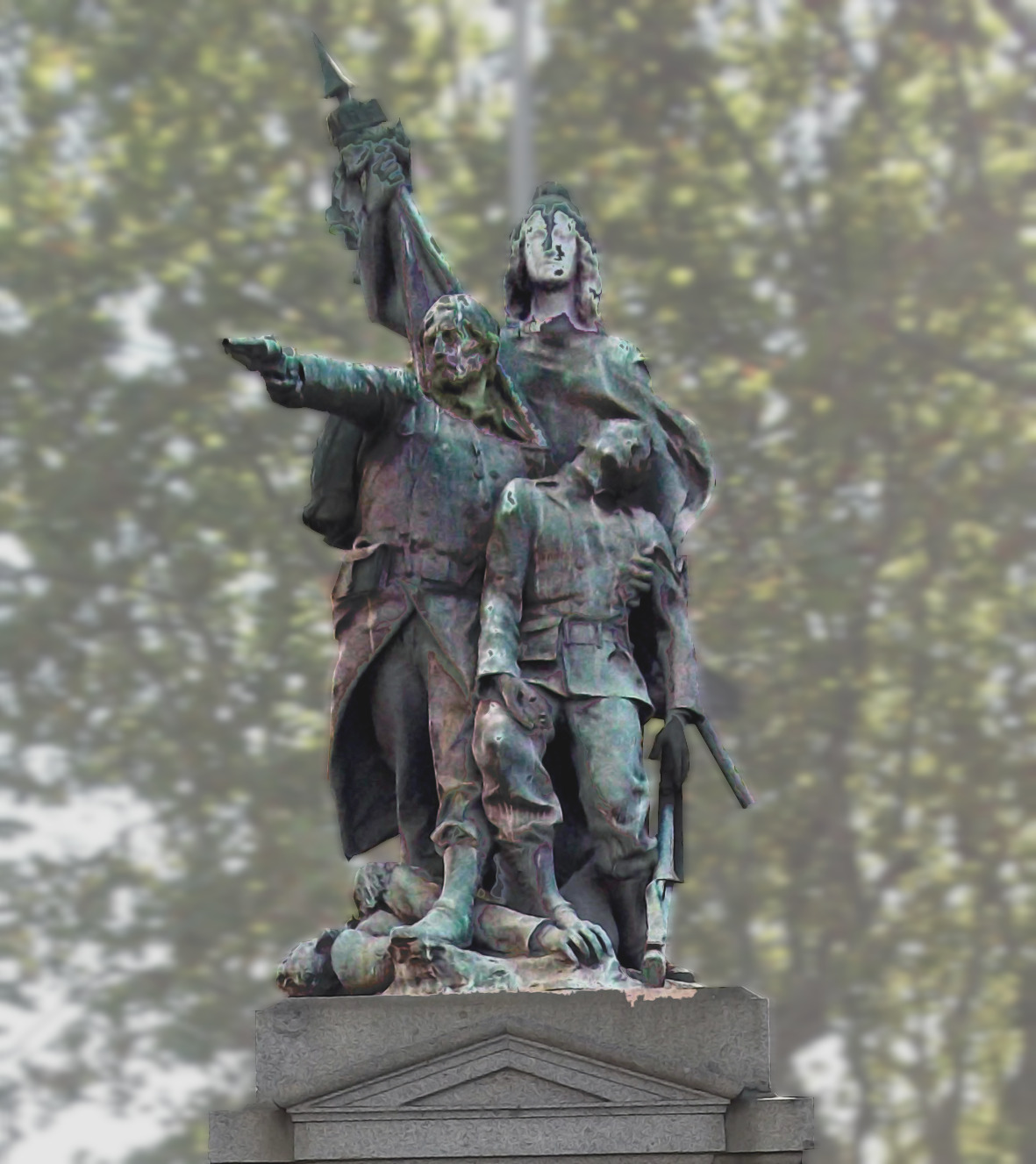
Monument als Morts de 1870 (1901), Narbona